# Sốc tuần hoàn
Sốc tuần hoàn, thường gọi là sốc, là một tình trạng bệnh lý đe dọa đến mạng sống của việc vận chuyển máu kém đến các mô dẫn đến tổn thương tế bào và chức năng mô không đủ. Các dấu hiệu điển hình của sốc là huyết áp thấp, nhịp tim nhanh, các dấu hiệu của các cơ quan cuối trong cơ thể hoạt động kém (tức là lượng nước tiểu thấp, rối loạn, hoặc mất ý thức), và mạch yếu.
Chỉ số sốc (SI), được định nghĩa là nhịp tim chia cho huyết áp tâm thu, là một biện pháp chẩn đoán chính xác hơn là huyết áp thấp và nhịp tim nhanh xét độc lập. Trong các điều kiện bình thường, tỷ lệ này từ 0,5 đến 0,8. Nếu tỷ lệ này tăng lên, thì có thể nghi ngờ tình trạng sốc. Huyết áp có thể không phải là dấu hiệu đáng tin cậy cho cú sốc, vì có những người bị sốc tuần hoàn nhưng có huyết áp ổn định.
Sốc tuần hoàn không liên quan đến trạng thái cảm xúc của sốc. Sốc tuần hoàn là một tình trạng khẩn cấp về y tế đe dọa đến mạng sống và là một trong những nguyên nhân gây tử vong phổ biến nhất cho những người bị bệnh nặng. Sốc có thể có nhiều hiệu ứng, tất cả đều có kết quả tương tự, nhưng tất cả đều liên quan đến một vấn đề với hệ thống tuần hoàn của cơ thể. Chẳng hạn, cú sốc có thể dẫn đến tình trạng thiếu oxy máu (thiếu oxy trong máu động mạch) hoặc ngừng tim và/hoặc ngừng thở.
Một trong những nguy hiểm chính của sốc là nó tiến triển theo một cơ chế phản hồi tích cực. Cung cấp máu kém dẫn đến tế bào hư hại, dẫn đến phản ứng viêm nhằm tăng lưu lượng máu đến vùng bị ảnh hưởng. Điều này thường rất hữu ích để cân đối nguồn cung với nhu cầu mô cho chất dinh dưỡng. Tuy nhiên, nếu số mô đưa ra yêu cầu này nhiều quá, nó sẽ lấy đi các chất dinh dưỡng quan trọng từ các bộ phận khác của cơ thể. Ngoài ra, khả năng của hệ thống tuần hoàn đáp ứng nhu cầu tăng này gây ra sự bão hòa, một kết quả chính là các bộ phận khác của cơ thể bắt đầu phản ứng theo cách tương tự, do đó làm trầm trọng thêm vấn đề. Do chuỗi sự kiện này, việc điều trị sốc ngay lập tức rất quan trọng cho sự sống còn.